# SUPER HEROES
《SUPER HEROES》(슈퍼 히어로즈)는 1998년 2월 11일 발매한 V6의 2번째 미니 앨범이다.

## 설명
- 첫 번째 미니 앨범 《GREETING》 발매 이후, 2번째 미니 앨범이다.
- 초회한정반에는 초회한정반에는 V6 빙고 카드 4장을 첨부하였다.
- 멤버 개인 솔로곡이 수록 되어 있다.

## 수록곡
1. Can do! Can go!
2. SUPER FLY/Ken Miyake
3. お前がいる/Yoshihiko Inohara
4. Without you/Masayuki Sakamoto
5. Truth/Junichi Okada
6. Lookin’ The World/Hiroshi Nagano
7. DO YO THANG/Go Morita
8. MIRACLE STARTER〜未来でスノウ・フレークス〜’98 VERSION